# Станіславув-Студзінський
Станіславув-Студзінський (пол. Stanisławów Studziński) — село в Польщі, у гміні Черневиці Томашовського повіту Лодзинського воєводства.
Населення — 133 особи (2011).
У 1975-1998 роках село належало до Пйотрковського воєводства.

## Демографія
Демографічна структура станом на 31 березня 2011 року:
|          | Загалом | Допрацездатний вік | Працездатний вік | Постпрацездатний вік |
| -------- | ------- | ------------------ | ---------------- | -------------------- |
| Чоловіки | 66      | 16                 | 44               | 6                    |
| Жінки    | 67      | 17                 | 33               | 17                   |
| Разом    | 133     | 33                 | 77               | 23                   |